# Пуранджая
В индуистской мифологии Пуранджая (санскр. पुरञ्जय, IAST: Purañjaya) — сын Викукши, царя из Солнечной династии. Пуранджая также известен как Какутштха и Индравахана за его победы над асурами.
Согласно Вишну-пуране, давным-давно богам было трудно воевать с асурами. Поэтому они попросили помощи у Вишну, бога, поддерживающего вселенную. Бог был готов помочь им и сказал, что он воплотится как сын Викукши и поможет им. Он пообещал выиграть битву против асуров как Пуранджая. Затем, после того как Вишну воплотился в этом теле, боги спустились на землю, чтобы встретиться с ним и объяснить ему цель своего прибытия. Пуранджая был готов помочь богам при условии, что он будет сражаться на плечах Индры, царя богов. Индра был готов принять эти условия, а затем превратился в буйвола. Верхом на буйволе-Индре, Пуранджая встретился с асурами и победил. С тех пор он был так же известен как Какутштха (с санскрита ; kakut — плечо) и Индравахана (тот, чья вахана — Индра).